# Sverker Torstensson
Torsten Sverker Hubertus Torstensson (* 11. Juli 1950) ist ein ehemaliger schwedischer Eishockeyspieler, der unter anderem für den Rögle BK, Nybro IF und Södertälje SK in der höchsten schwedischen Spielklasse sowie den EC Deilinghofen in der deutschen Bundesliga aktiv war.

## Karriere
Sverker Torstensson begann seine Eishockeykarriere bei Jonstorps IF, wo er schon im Alter von 15 Jahren in der Division 3 zum Einsatz kam. Mit 18 Jahren wechselte er 1968 zum Erstligisten Rögle BK und ein Jahr später zum Ligarivalen Nybro IF, mit dem er in der Saison 1969/70 in die Division 2 abstieg. Der Verteidiger machte sich als Hitzkopf einen Namen. In einem Spiel gegen Tingsryds AIF prügelte er sich mit Gegenspieler Des Moroney so heftig, dass er für drei Monate gesperrt wurde. Im Jahr 1972 kehrte er in die höchste schwedische Liga zurück und schloss sich für sechs Jahre dem Södertälje SK an. Vor der Saison 1973/74 erhielt er ein Angebot der Boston Bruins aus der National Hockey League (NHL), das er ablehnte, um in Schweden seine Ausbildung abschließen zu können.
Nach dem Abstieg in die Zweitklassigkeit mit Södertälje wurde Torstensson zur Saison 1978/79 vom deutschen Bundesliga-Klub EC Deilinghofen verpflichtet, bei dem er gemeinsam mit seinem Landsmann Kjell-Arne Vikström zu den Stützen der Mannschaft gehörte. Nach einer Spielzeit kehrte er nach Schweden zurück, wo er noch drei Jahre lang für Karlskrona IK und zwei Jahre für Rögle BK in der zweithöchsten schwedischen Liga spielte, ehe er seine Karriere im Jahr 1984 beendete.

## Karrierestatistik
(Legende zur Spielerstatistik: Sp oder GP = absolvierte Spiele; T oder G = erzielte Tore; V oder A = erzielte Assists; Pkt oder Pts = erzielte Scorerpunkte; SM oder PIM = erhaltene Strafminuten; +/− = Plus/Minus-Bilanz; PP = erzielte Überzahltore; SH = erzielte Unterzahltore; GW = erzielte Siegtore; 1 Play-downs/Relegation; Kursiv: Statistik nicht vollständig)